# (20993) 1985 RX2
(20993) 1985 RX2 là một tiểu hành tinh vành đai chính. Nó được phát hiện bởi Henri Debehogne ở Đài thiên văn La Silla ở Chile ngày 5 tháng 9 năm 1985.